# Cristian Mora
Cristian Mora (Vinces, 26 augustus 1979) is een voormalig Ecuadoraanse profvoetballer.

## Clubcarrière
Mora is een doelman die in 1998 werd ontdekt door Olmedo uit Riobamba. Na een seizoen bij Olmedo speelde hij afwisselend voor Espoli en Deportivo Sasquisili en later Macará. In 2005 werd hij gecontracteerd door LDU Quito.

## Interlandcarrière
Mora speelde zijn eerste interland voor het Ecuadoraans voetbalelftal op 11 juni 2005 tegen Italië, maar moest in de kwalificatiereeks naar het WK nog vaak genoegen nemen met een plek achter Edwin Villafuerte. Op het WK voetbal 2006 was hij echter eerste keus en speelde hij alle vier de wedstrijden voor Ecuador. Tijdens het WK was hij een opvallende verschijning door de op zijn wang geschilderde Ecuadoraanse vlaggetjes. Ook tijdens de Copa América 2007 was Mora eerste keus. Mora speelde in totaal twintig interlands.
| WK-statistieken         | Club      | Positie | W |   |   | D | A |   |   |   |
| ----------------------- | --------- | ------- | - | - | - | - | - | - | - | - |
| WK voetbal 2006 Ecuador | LDU Quito | Doelman | 4 | 0 | 0 | 0 | 0 | 0 | 0 | 0 |

## Erelijst
LDU Quito
- Campeonato Ecuatoriano

2005 (A), 2007